# Can Rocasalva
Can Rocasalva és una masia situada al barri de Dalt de la Vila de Badalona, catalogada com a bé cultural d'interès local. Es troba a la plaça de l'Oli, rere l'església de Santa Maria de Badalona.

## Història i descripció
Construïda al segle xviii, va ser reformada posteriorment. Al segle xx, a la planta baixa s'hi va instal·lar una botiga d'ultramarins.
Es tracta d'un edifici d'un sol cos, amb una teulada a dos vessants, amb planta baixa i pis, tanmateix a inicis de la dècada de 1980 l'edifici presentava una falsa façana, que conservava part de l'aspecte extern original de la masia. En aquell moment tenia una finestra emmarcada en pedra, que sembla ser l'única original de la casa. Al cap dels anys, l'edifici va ser rehabilitat i es van afegir noves obertures a la façana, inclosa la porta amb un arc de mig punt al centre, a imitació de les masies rurals i unes reixes amb caps de drac.